# Tirrenos
Tirrenos era o nome em língua grega pelo qual eram conhecidos os antigos povos atualmente chamados de etruscos, que habitavam a região da península Itálica que compreende as modernas regiões da Toscana, Lácio e Úmbria. Esta designação foi atribuída por Heródoto ao descrever, em sua obra, os povos habitantes daquela região.[carece de fontes?] Os etruscos habitavam aquela região bem antes da migração indo-européia e da chegada dos latinos por volta do ano 1000 a.C.